# Lupi nell'abisso
Lupi nell'abisso è un film del 1959 diretto da Silvio Amadio. Presentato in concorso al Festival di Berlino 1959, il film, sostenuto soprattutto dallo scrittore Ignazio Silone, ottenne un buon successo tra i giurati.

## Trama
Durante la guerra un sottomarino italiano viene seriamente danneggiato da una bomba mentre si trova in immersione. A seguito dell'esplosione sopravvivono solo dieci uomini, tra cui il comandante, un tenente e il nostromo. I superstiti credono di poter sfuggire dallo scafo in cui sono intrappolati, a 110 m di profondità, mediante uno speciale scafandro di salvataggio, ma il comandante e il nostromo s'accorgono che il cavo di recupero dello scafandro è rotto per cui non può fare più di un viaggio fino in superficie. Il comandante, per non provocare il panico, non avverte subito i sopravvissuti, ma gli uomini incominciano ad agitarsi e ben presto scoprono la verità. Solo un uomo può mettersi in salvo, ma come decidere? Il comandante non sa più come imporre la propria autorità: egli vorrebbe che il prescelto sia quello che dimostra maggior generosità e altruismo, ma tutti credono di avere validi motivi per salvarsi, per cui si decide che il nome verrà estratto a sorte. 
Uno dei marinai, che non è stato favorito dall'estrazione, si impadronisce della pistola del comandante e uccide un compagno, restando ucciso lui stesso. Dei due marinai feriti dalla bomba, uno muore, l'altro è talmente indebolito da non sopravvivere alla risalita in superficie. Poiché il comandante e il nostromo si sono ritirati, la decisione riguarda ormai solo tre uomini. Le condizioni difficili e senza apparente via d'uscita creano i presupposti per far emergere le diverse sfaccettature dell'animo umano, in un crescendo di tensione psicologica fra accuse, sospetti ed egoismi di uomini diventati lupi pur di sopravvivere.
Uno dei tre uomini non desidera ritornare a casa perché la moglie lo ha abbandonato, un altro in un accesso di follia perde la vita. Resta così un solo candidato che, per la sua vita disordinata, sembrava meritare di salvarsi meno di tutti; ma in queste circostanze ha dimostrato tanto altruismo che il comandante è felice di metterlo in salvo. Rimasti soli, comandante e nostromo aspettano la morte leggendo il Vangelo. 